# Ідеальний друг (фільм, 2025)
«Ідеальний друг» (англ. Ideal Friend) — український короткометражний художній фільм режисера Сергія Альошечкіна у жанрі sci-fi. Перший український фільм, що досліджує тему штучного інтелекту.
Головну роль у стрічці виконала українська акторка Анжеліка Петровська. В одній зі сцен також знявся один із батьків-засновників електронної музики — лідер французького гурту Space Дідьє Маруані.
Передпрем'єрний спеціальний показ відбувся 16 червня 2025 року у Чернівцях на фестивалі глядацького кіно Миколайчук Open. Світова прем'єра запланована у 2025 році на одному з міжнародних кінофестивалів.

## Сюжет
У недалекому майбутньому головна героїня Аліса (Анжеліка Петровська) опинилась на безлюдному острові. Щоб вижити вона покладається на суперінтелект штучного радника — розміром із горошину, який вкладений до вуха. Це стає відправною точкою для осмислення наслідків людської залежності від технологій.

## У ролях
| Актор               | Роль  |
| ------------------- | ----- |
| Анжеліка Петровська | Аліса |
| Дідьє Маруані       | Грег  |

## Створення
За словами співпродюсера Пилипа Іллєнка, виробництво фільму профінансувала родина меценатів Петровських. Зйомки відбувалися на Кіпрі та у Парижі.

## Резонанс і критика
Фільм був названий серед найбільш очікуваних організаторами 4-го кінофестивалю Миколайчук Open. Промо-продюсер FILM.UA Дмитро Майстренко назвав стрічку «одним із кращих українських короткометражних sci-fi» та порівняв із культовим серіалом «Чорне дзеркало». Програмний директор Миколайчук Open і кіножурналіст Алекс Малишенко зазначив, що фільм може чекати успіх на закордонних фестивалях жанрового кіно.